# Hielke Faber
Hielke Faber (Bolsward, 30 april 1935) is een Nederlands organist en dirigent.

## Levensloop

### Jeugd
Faber vond als kind het orgel al een fascinerend instrument. Hij ging elke zondag al met zijn ouders mee naar de kerk en naar de zondagschool. Doordat zijn oom ook organist was wilde hij zelf ook al vroeg orgellessen nemen, maar dat werd afgewezen door zijn vader. Na eerst het notenschrift te hebben geleerd volgde hij wel orgellessen.

### Loopbaan
Faber debuteerde op twaalfjarige leeftijd als organist in de Broerekerk in Bolsward. Zijn eerste bespeling daar vond plaats op tweede kerstdag in 1947. Ten tijde van zijn dienstplicht bij de koninklijke luchtmacht was hij organist van de Martinuskerk in Makkum. In 1964 verhuisde hij naar Joure waar hij organist werd in de Hobbe van Baerdt Tsjerke en de Doopsgezinde kerk. Tevens was hij daar als opvolger eigenaar van een woninginrichtingsbedrijf. Hij exploiteerde dit bedrijf tot 1994 waarna hij zich volledig ging richten op het orgel. Hij is tot op heden dirigent en organist in de hervormde Nicolaaskerk in Nijland.

## Onderscheiding
In december 2022 werd Faber bij zijn 75-jarig jubileum benoemd tot Lid in de Orde van Oranje-Nassau.